# Rui Correia
Rui Manuel da Silva Correia, noto semplicemente come Rui Correia (São João da Madeira, 22 ottobre 1967), è un allenatore di calcio ed ex calciatore portoghese, di ruolo portiere. Attualmente ricopre l'incarico di allenatore dei portieri dell'Académica Coimbra.

## Palmarès

### Giocatore

#### Competizioni nazionali
- Campionato portoghese: 2

Porto: 1997-1998, 1998-1999
- Coppa del Portogallo: 3

Porto: 1997-1998, 1999-2000, 2000-2001
- Supercoppa di Portogallo: 3

Sporting Lisbona: 1987
Porto: 1998, 1999

## Statistiche

### Cronologia presenze e reti in nazionale
| Cronologia completa delle presenze e delle reti in nazionale ― Portogallo | Cronologia completa delle presenze e delle reti in nazionale ― Portogallo | Cronologia completa delle presenze e delle reti in nazionale ― Portogallo | Cronologia completa delle presenze e delle reti in nazionale ― Portogallo | Cronologia completa delle presenze e delle reti in nazionale ― Portogallo | Cronologia completa delle presenze e delle reti in nazionale ― Portogallo | Cronologia completa delle presenze e delle reti in nazionale ― Portogallo | Cronologia completa delle presenze e delle reti in nazionale ― Portogallo |
| Data                                                                      | Città                                                                     | In casa                                                                   | Risultato                                                                 | Ospiti                                                                    | Competizione                                                              | Reti                                                                      | Note                                                                      |
| ------------------------------------------------------------------------- | ------------------------------------------------------------------------- | ------------------------------------------------------------------------- | ------------------------------------------------------------------------- | ------------------------------------------------------------------------- | ------------------------------------------------------------------------- | ------------------------------------------------------------------------- | ------------------------------------------------------------------------- |
| 15-8-1995                                                                 | Eschen                                                                    | Liechtenstein                                                             | 0 – 7                                                                     | Portogallo                                                                | Qual. Euro 1996                                                           | -                                                                         | 82’                                                                       |
| 20-8-1997                                                                 | Setúbal                                                                   | Portogallo                                                                | 3 – 1                                                                     | Armenia                                                                   | Qual. Mondiali 1998                                                       | -1                                                                        |                                                                           |
| Totale                                                                    |                                                                           | Presenze                                                                  | 2                                                                         |                                                                           | Reti                                                                      | -1                                                                        |                                                                           |